# تشارلز دانيال وايت
تشارلز دانيال وايت (بالإنجليزية: Charles Daniel White)‏ هو كاهن كاثوليكي أمريكي، ولد في 5 يناير 1879 في غراند رابيدز في الولايات المتحدة، وتوفي في 25 سبتمبر 1955 في سبوكين في الولايات المتحدة.